# Глинистий мергель
Глинистий мергель (рос. глинистый мергель, англ. clay marl; нім. Mergelton m) – мергель, який містить 10-70% глинистих та 90-30% карбонатних частинок.